# Ragazza alla finestra (Boilly)
Ragazza alla finestra è un dipinto di Louis-Léopold Boilly. Eseguito dopo il 1799, è conservato nella National Gallery di Londra.

## Descrizione
L'opera è eseguita a grisaille in bianco e nero per dare l'effetto di una stampa tratta da qualche precedente dipinto, tuttavia sconosciuto; si ipotizza comunque che la composizione possa derivare da un lavoro di Boilly esposto al Salon del 1799.
La scelta del soggetto di genere e la delicatezza della realizzazione rimandano alla pittura olandese del XVII secolo, particolarmente in voga fra i collezionisti francesi alla fine dell'Ottocento.